# 伊恩 (愛荷華州)
伊恩（英語：Ion）是位於美國愛荷華州阿勒馬基縣的一個非建制地區。該地的面積和人口皆未知。